# Запис Илића липа (Ресавица)
Запис Илића липа (Ресавица) се налази на парцели чији је власник Илић Мијаило.

## Локација
| Општина             | Деспотовац                                                       |
| Катастарска општина | Ресавица                                                         |
| Потес               | Пилопаћ                                                          |
| Координате          | 44° 04′ 24″ С; 21° 31′ 04″ И / 44.0732° С; 21.517900000000001° И |
| Надморска висина    | 270m                                                             |

## Карактеристике
Дендрометријске вредности утврђене на терену и сателитским снимцима:
| Стабло                     | Липа |
| Висина стабла              | m    |
| Обим дебла                 | m    |
| Пречник крошње             | 4m   |
| Пречник дебла              | m    |
| Висина дебла до прве гране | m    |

## База записа
Запис је у оквиру Викимедија пројекта "Запис - Свето дрво" заведен под редним бројем 0427.